# Blitz (gruppo musicale britannico)
I Blitz sono stati un gruppo punk rock che ha avuto successo nelle classifiche Indie negli anni ottanta. Formato sia da punk sia da skinhead, originari di New Mills nel Derbyshire, Inghilterra sono stati sostenuti entusiasticamente dal giornalista Garry Bushell di Sounds, una rivista punk inglese. I Rancid fecero una cover della canzone dei Blitz Someone's Gonna Die sul loro EP Radio Radio Radio. Un'altra cover della canzone Warriors dei Blitz è stata registrata dai The Distillers come anche dai Judge e dagli italiani Reazione. Nel 1999 esce l'album "Voice Of A New Generation: A Tribute To Blitz" edito dall'etichetta inglese Rhythm Vicar il quale contiene 15 cover realizzate da altrettante punk band.
Diversi anni dopo che la formazione originale si è sciolta, il chitarrista/autore Alan "Nidge" Miller ha reclutato nuovi componenti e suonato concerti sotto il nome dei Blitz. Il 10 febbraio 2007, Miller è stato investito da una macchina ed è morto la mattina prima del concerto ad Austin, Texas e il gruppo per rispetto si è sciolto.

## Formazione
- Alan "Nidge" Miller – chitarra e voce

## Discografia

### Album in studio
- 1982 – Voice of a Generation
- 1983 – Second Empire Justice
- 1990 – The Killing Dream

### Altro
- 1982 – Warriors
- 1982 – Never Surrender
- 1988 – An All Out Attack
- 1990 – The Killing Dream
- 2000 – All Out Attack